# HMS M2
Le HMS M2 est un sous-marin de classe M appartenant à la Royal Navy. Construit à Barrow-in-Furness et mis en service en 1919, il est reconverti comme porte-avions sous-marin en 1925. Il est le premier du genre.
Après démontage des canons de 305 mm des deux derniers sous-marins de la classe M (le M2 et le M3) en 1925, un hangar est installé sur l'avant du kiosque du M2. Il contient un hydravion monoplace de type Parnall Peto, afin d'expérimenter l'emploi de l'avion à la recherche d'objectifs pour le sous-marin.
À la suite d'un accident, il fait naufrage dans la baie de Lyme le 26 janvier 1932. La totalité de son équipage de 60 marins périt.
L'épave est localisée par les navires de la Royal Navy huit jours plus tard, et des scaphandriers sont envoyés sur le site.